# ویکتور کنراد
 ویکتور کنراد (آلمانی: Victor Conrad؛ زاده ۲۵ اوت ۱۸۷۶ درگذشته ۲۵ آوریل ۱۹۶۲) یک دانشمند در زمینه لرزه‌شناسی و هواشناسی اهل اتریش بود.